# Schistidium olivaceum
Schistidium olivaceum là một loài Rêu trong họ Grimmiaceae. Loài này được (Herzog) Ochyra & J. Muñoz mô tả khoa học đầu tiên năm 2000.